# Wonderbrug
De Wonderbrug is een brug over de Waterpoortsgracht, nabij de Kolk, in de stad Sneek. De brug verbindt de T-kruising van de Kolk en Waterpoortsgracht met de Westersingel.
Voorheen stond op de locatie van de huidige brug een ophaalbrug, welke in 1801 is gebouwd. In 1970 is de oude ophaalbrug vervangen door een loopbrug, die nog altijd op deze plaats in gebruik is. In 2002 is de loopbrug gerenoveerd en werd het houtdek vervangen en staalwerk geconserveerd.
Dúvelsrak · Geeuwbruggen · Harinxmabrug · Jousterpijp · Koninginnebrug · Krúsrak · Laatste Stuiverbrug · Oppenhuizerbrug · Wonderbrug · Woudvaartbrug